# Claude Gervaise
Claude Gervaise (forse Parigi, 1510 circa – dopo il 1558) è stato un compositore e gambista francese.

## Biografia
Poco si conosce sulla sua vita. Fu stretto collaboratore del celebre stampatore di musica Pierre Attaignant e, probabilmente, violista da gamba presso la corte del re Francesco I. Il primo accenno al suo lavoro si ha nel 1540 come editore di alcune composizioni pubblicate nella tipografia di Attaignant. Dopo la morte di quest'ultimo (nel 1552) collaborò ancora con la vedova del tipografo, Marie Lescallopier-Attaingnant. L'ultima sua notizia documentata è del 1558, dopo la quale non si sa più altro. Durante la sua permanenza presso la corte francese fu anche uno stimato didatta, tanto che si deve a lui la prima stesura francese di un libro dedicato all'insegnamento della viola (Premier livre de violle, Parigi 1546, perduto e contenente 10 chansons per viola da gamba e le istruzioni per principianti sul come suonarle, mediante intavolature tratte dal metodo liutistico).

## Composizioni
Scrisse 7 libri di danze pubblicati fra il 1550 e il 1557 ma la sua opera più importante è la "Suite de danses" pubblicata nel 1557, dove vengono raccolte varie danze (allemande, pavane, gagliarde e diversi bransles) in stile marcatamente rinascimentale, prevalentemente omofonico, e a carattere ballabile.
Tale raccolta è stata poi resa celebre da Francis Poulenc che nel 1935 arrangiò alcune di queste danze nella sua Suite Française. L'intero corpus compositivo di Gervaise è comunque costituito da non meno di 46 danze e chansons: 20 a 4 voci e 26 a 3 voci, come nello stile dell'epoca. Sue opere sono comprese anche nei Livre des Danceries assieme alle opere di altri compositori, come lo stesso Attaignant o Estienne du Tertre di cui, in epoca moderna, ci restano gli arrangiamenti di Paul Hindemith (Suite französischer tänze, 1948).

## Fonti
- Gustave Reese, Music in the Renaissance. New York, W.W. Norton & Co., 1954. ISBN 0-393-09530-4
- "Claude Gervaise", Grove Music Online
- "Claude Gervaise as Chanson Composer", Lawrence F. Bernstein, Journal of the American Musicological Society, Vol. 18, No. 3 (Autunno, 1965), pp. 359-381